# フルロード
『フルロード』（fullload）は、講談社ビーシー（発売元及び販売元は講談社）により発行されるトラック専門雑誌である。自動車雑誌『ベストカー』および『バスマガジン』 の姉妹誌扱いであり、毎年6回発行される。

## 概要
2010年（平成22年）5月26日、第1号として創刊。判型はA4判であり、創刊号の価格は1,257円（消費税込）。第1号の表紙はスカニア・R580であり、ポスト新長期規制適合車を特集した。
国内外製トラックを主体とした誌面構成であり、写真下部に性能や構造等が記載される。その他、特装メーカーへの取材なども掲載されている。ベストカー同様、新型車の紹介・解説なども記載されている。
日本全国の主要書店やインターネット書店において購入可能である。